# Mathias Hynes
Mathias Hynes (Gortmore, 21 gennaio 1883 – Lambeth, 9 marzo 1926) è stato un tiratore di fune britannico.

## Biografia
Ha partecipato ai giochi olimpici di Stoccolma del 1912, dove ha vinto la medaglia d'argento nel tiro alla fune, perdendo la finale con la squadra svedese.

## Palmarès
In carriera ha conseguito i seguenti risultati:
- Giochi olimpici

Stoccolma 1912: argento nel tiro alla fune.